# Melionica fletcheri
Melionica fletcheri är en fjärilsart som beskrevs av Emilio Berio 1973. Melionica fletcheri ingår i släktet Melionica och familjen nattflyn. Inga underarter finns listade i Catalogue of Life.